# 能登三井駅
能登三井駅（のとみいえき）は、石川県輪島市三井町にあったのと鉄道七尾線の駅である。2001年（平成13年）、同線の穴水 - 輪島間廃止に伴い廃駅となった。
駅廃止後も駅前にあったバス停は残り（三井駅前）、バスが鉄道に代わって地域の足となっている。本項目ではこのバス停についても述べる。

## 歴史
- 1935年（昭和10年）7月30日：鉄道省（国鉄）七尾線 穴水 - 輪島間開通と同時に開業[1]。一般駅[1]。
- 1970年（昭和45年）11月15日：貨物の取扱を廃止[1]。
- 1984年（昭和59年）2月1日：荷物扱い廃止[1]。
- 1987年（昭和62年）4月1日：国鉄分割民営化により西日本旅客鉄道（JR西日本）の駅となる[1]。
- 1991年（平成3年）9月1日：JR西日本七尾線 七尾 - 輪島間がのと鉄道に転換[1]。同社の駅となる[1]。
- 1998年（平成10年）12月8日：列車交換が廃止され、無人駅化。
- 2001年（平成13年）4月1日：のと鉄道七尾線 穴水 - 輪島間廃止により廃止。
- 2004年（平成16年）頃：線路を撤去。
- 2007年（平成19年）3月20日：駅舎内に入居していた喫茶店「サロン社の駅」が閉店。
- 2008年（平成20年）頃：ホームを撤去。

## 駅構造
転換当初は相対式ホーム2面2線を有する列車交換可能駅で、七尾線で貨物輸送が行われていた頃にはさらにもう一本発着線があった。構内には長らく昔ながらの腕木式信号機が残され、運転士がタブレットを交換する光景が見られたが、1998年12月のダイヤ改正で列車交換を廃して単式ホーム1面1線のみを使用するようになり、同時に駅は無人化された。ちなみに、信号機が自動化されたのは列車交換が廃止される直前で、新しく設置された色灯式の信号機はほとんど使われることのないまま使用停止となっている。廃止時まで使用されなくなったもう片側のホームおよび線路はそのまま残されていた。

## 駅廃止後
廃止後しばらくはレールが残され、地元住民がそれを活用してトロッコを走らせて話題になったが、2004年にレールは撤去され、保存活動もいつの間にか行われなくなった。2008年にはホームも撤去され、現在は駅舎のみが残存している。
駅舎にはJR時代から喫茶店「サロン社の駅」が入居しており、廃線後も営業していたが、2007年3月20日をもって閉店。現在駅舎はバス待合所として使用されているほか、残りのスペースを新たに喫茶店「駅カフェみどり」が入居し、営業している。
駅前には、かつて駅前商店街があり昭和40年代には駅前の通りに30軒以上の店舗が並んでいたが、駅廃止後は多くの店が閉店し2020年現在は数店舗が営業するのみである。
廃線時に残された2つの駅名標のうち、旧駅舎付近のものはそのまま残されており、三井公民館に保管されていたものは廃線から20年の節目となる2021年に公民館駐輪場内に再設置された。

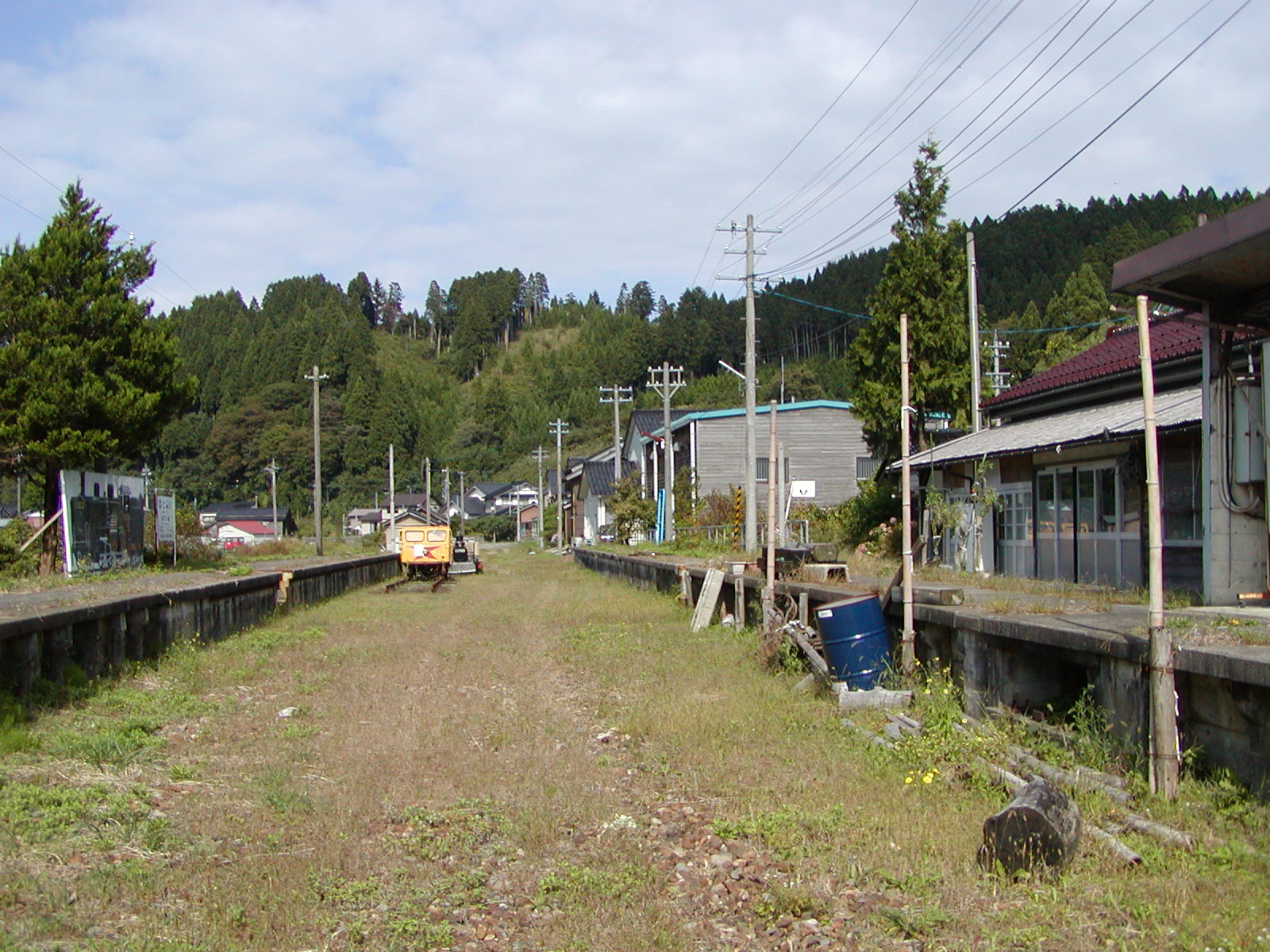
レール撤去後、ホームが残っていた頃の駅構内。線路部分から輪島側を望む（2005年10月9日）
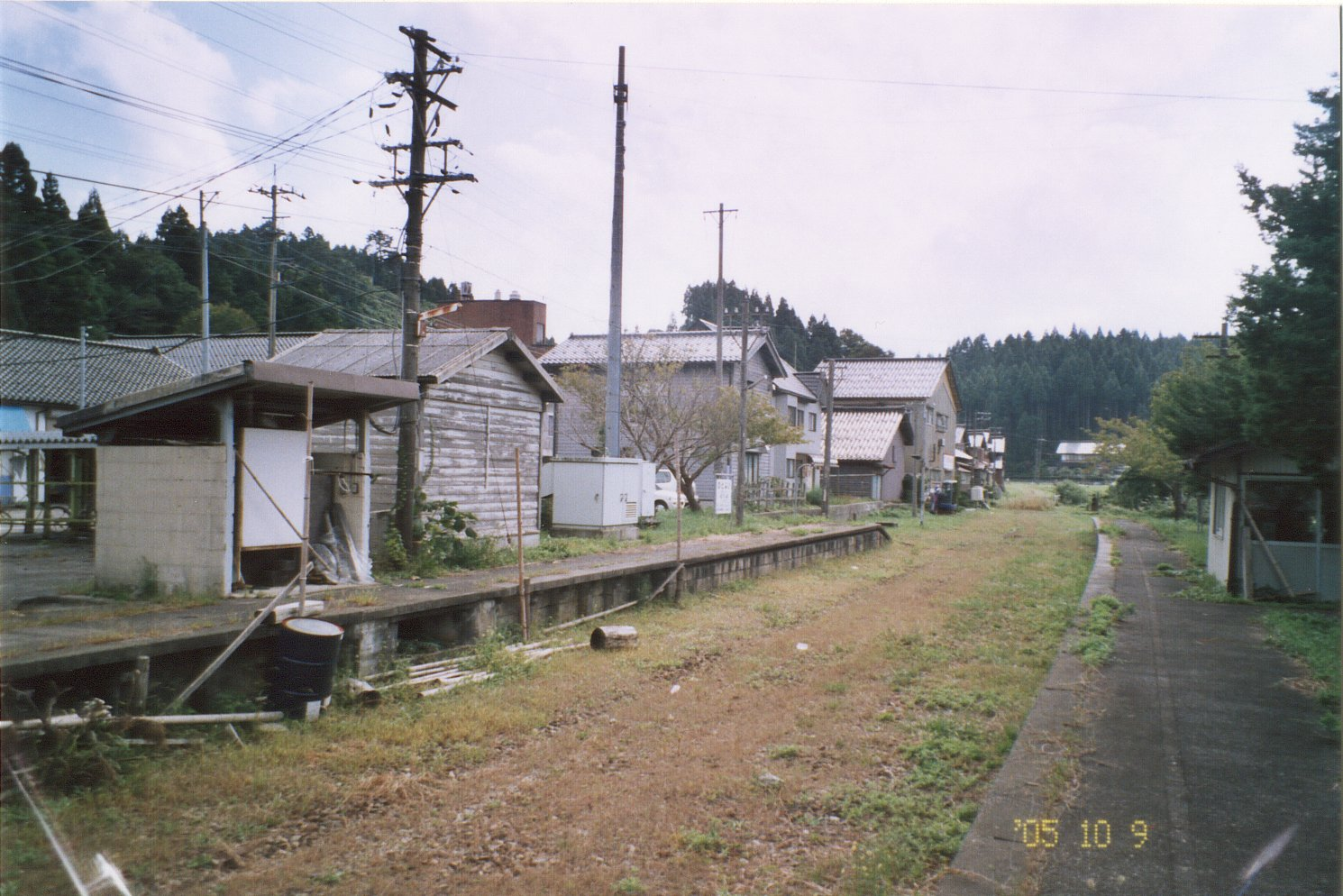
駅舎と反対側のホームから穴水側を望む（2005年10月9日）
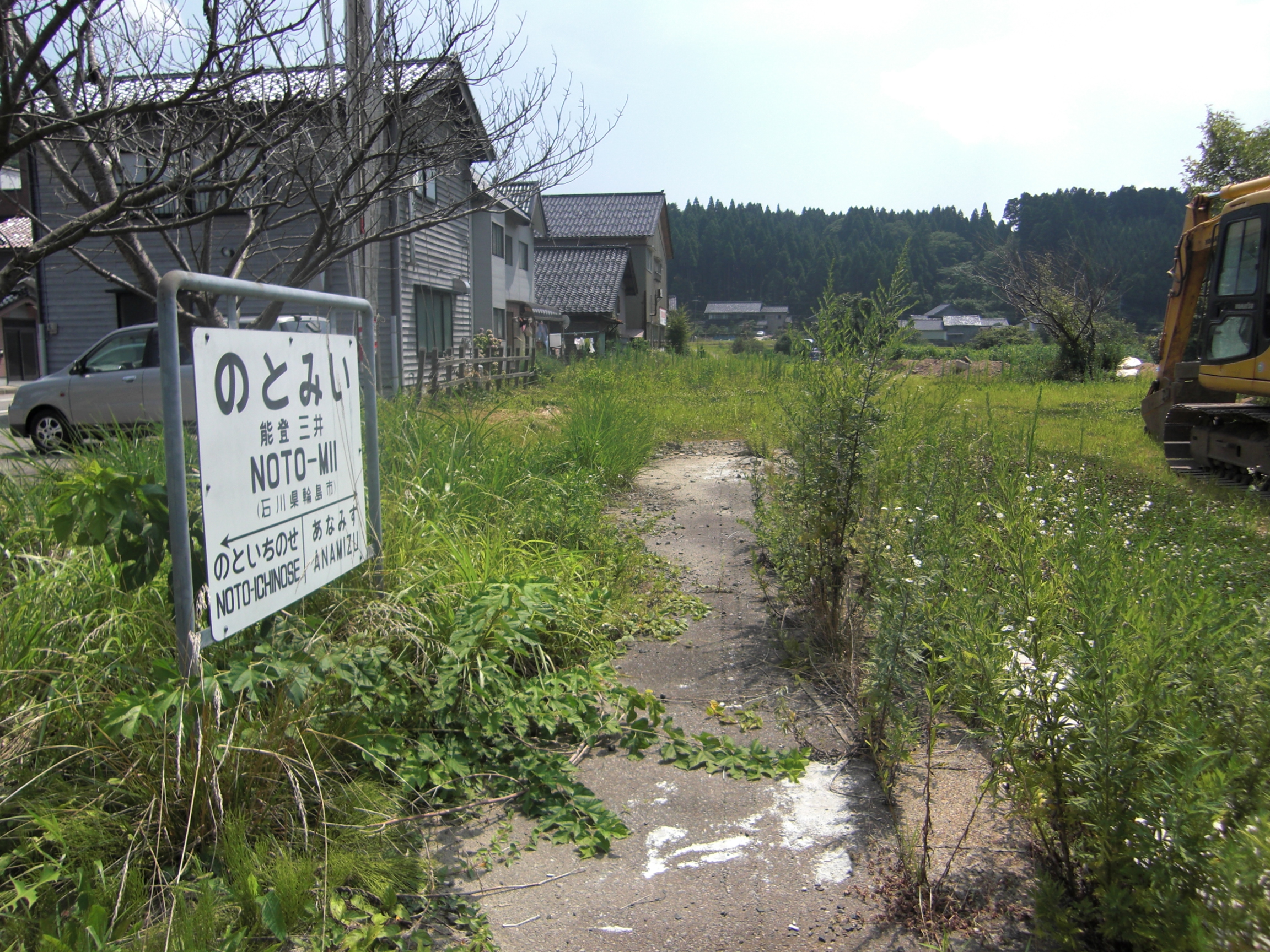
撤去される駅。ホームは駅名標を残し跡形もない（2008年8月3日）

## バス路線
| 三井駅前       |             |                                                |
| 北鉄奥能登バス | 三井線:     | 上与呂見行                                     |
| 北鉄奥能登バス | 穴水輪島線: | 輪島駅前・塚田行き、穴水・穴水病院口行き       |
| 北鉄奥能登バス | 輪島特急線: | 輪島駅前・輪島マリンタウン行き、金沢駅西口行き |

- 輪島特急線は、旧能登三井駅前のバス停ではなく、県道七尾輪島線三井バイパス沿いに設置されたバス停（駅跡から徒歩数分）に発着する。
- 穴水輪島線と輪島特急線の一部は能登空港を経由する。

## 隣の駅
のと鉄道
七尾線（廃線部分）
穴水駅 - 能登三井駅 - 能登市ノ瀬駅